# Пеллегрен, Элиз
Эли́з Пеллегре́н (фр. Élise Pellegrin; 7 мая 1991, Блуа, Луар и Шер, Франция) — мальтийская горнолыжница, участница Олимпийских игр 2014 года. Первая спортсменка от Мальты на Зимних олимпийских играх за всю историю их проведения.

## Биография
Училась в Университете Савойи во Франции.
Принять мальтийское гражданство и получить возможность выступать от этой страны ей помогли мальтийские корни — её дедушка переехал во Францию именно с Мальты. До переезда его семья жила на острове Гоцо.
В спортивной программе на Олимпийских играх в Сочи Элис выступала в слаломе (с итоговым результатом 2 минуты и 09,83 секунды и 42-м местом) и гигантском слаломе (3:13,12 и 65-е место).
На церемонии открытия Олимпийских игр в Сочи несла флаг Мальты.